# Torseur cinétique
Pour les articles homonymes, voir Torseur (homonymie).
Le torseur cinétique est un outil mathématique utilisé en mécanique du solide, notamment pour calculer l'énergie cinétique d'un système et appliquer le principe fondamental de la dynamique.

## Définition
Soit un référentiel R, et un solide S pour lequel on définit le champ de masse volumique ρ. On peut définir en tout point M du solide le vecteur vitesse {\displaystyle {\vec {\mathrm {V} }}_{\mathrm {S/R} }(\mathrm {M} )}. À partir de ce champ de vecteurs, on peut définir le moment cinétique par rapport à un point A donné, noté {\displaystyle {\vec {\sigma }}_{\mathrm {S/R} }(\mathrm {A} )}, par :
{\displaystyle {\vec {\sigma }}_{\mathrm {S/R} }(\mathrm {A} )=\int _{\mathrm {S} }{{\overrightarrow {\mathrm {AM} }}\wedge {\vec {\mathrm {V} }}_{\mathrm {S/R} }(\mathrm {M} )\rho (\mathrm {M} )\mathrm {dV} }=\int _{\mathrm {S} }{{\overrightarrow {\mathrm {AM} }}\wedge {\vec {\mathrm {V} }}_{\mathrm {S/R} }(\mathrm {M} )\mathrm {d} m}}
où dV est un volume élémentaire de matière infinitésimal autour du point M et dm = ρ(M)dV est la masse de cet élément. Le moment cinétique s'exprime en kg⋅m2⋅s−1.
On peut définir un moment cinétique par rapport à chaque point A du solide. Le moment cinétique forme ainsi un champ de vecteurs. Ce champ est équiprojectif : c'est donc un torseur, appelé torseur cinétique (à ne pas confondre avec le torseur cinématique).
On remarque que, comme pour le torseur dynamique et contrairement au torseur cinématique, il n'est pas nécessaire de supposer que le solide est indéformable.

## Résultante
La résultante du torseur est appelée quantité de mouvement et notée {\displaystyle {\vec {p}}(\mathrm {S/R} )}. Elle est définie par (voir démonstration ci-dessus) :
{\displaystyle {\vec {p}}_{\mathrm {S/R} }=\int _{\mathrm {S} }{{\vec {\mathrm {V} }}_{\mathrm {S/R} }(\mathrm {M} )\rho (\mathrm {M} )\mathrm {dV} }=\int _{\mathrm {S} }{{\vec {\mathrm {V} }}_{\mathrm {S/R} }(\mathrm {M} )\mathrm {d} m}}
Elle s'exprime en kg⋅m⋅s−1. On notera que
{\displaystyle {\vec {p}}_{\mathrm {S/R} }=m{\vec {\mathrm {V} }}_{\mathrm {S/R} }(\mathrm {G} )}
où G désigne le centre d'inertie et m la masse totale du solide S.

## Éléments de réduction
Comme tous les torseurs, le torseur cinétique peut être représenté par des éléments de réduction en un point, c'est-à-dire par la donnée du vecteur résultante et d'une valeur du moment cinétique en un point A particulier. On note alors
{\displaystyle {{\mathcal {C}}(\mathrm {S/R} )}={\begin{Bmatrix}{\vec {p}}_{\mathrm {S/R} }\\{\vec {\sigma }}_{\mathrm {S/R} }(\mathrm {A} )\end{Bmatrix}}_{\mathrm {A} }}

## Moment cinétique
Le vecteur moment cinétique peut aussi s'écrire
{\displaystyle {\vec {\sigma }}_{\mathrm {S/R} }(A)={\overrightarrow {\mathrm {AG} }}\wedge m{\vec {\mathrm {V} }}_{\mathrm {S/R} }(A)+\mathrm {I_{A,S}} \cdot {\vec {\Omega }}_{\mathrm {S/R} }}
où {\displaystyle \mathrm {I_{A,S}} } est la matrice d'inertie (ou opérateur d'inertie) de S par rapport au point A, et {\displaystyle {\vec {\Omega }}_{\mathrm {S/R} }} est le vecteur vitesse angulaire (ou taux de rotation) de S.
Si l'on écrit le moment cinétique en G on a donc :
{\displaystyle {\vec {\sigma }}_{\mathrm {S/R} }(\mathrm {G} )=\mathrm {I_{G,S}} \cdot {\vec {\Omega }}_{\mathrm {S/R} }}
d'où :
{\displaystyle {\vec {\sigma }}_{\mathrm {S/R} }(\mathrm {A} )={\overrightarrow {\mathrm {AG} }}\wedge m{\vec {\mathrm {V} }}_{\mathrm {S/R} }(\mathrm {G} )+{\vec {\sigma }}_{\mathrm {S/R} }(\mathrm {G} )}
De même, si l'on écrit le moment cinétique en un point B fixe dans le référentiel R :
{\displaystyle {\vec {\sigma }}_{\mathrm {S/R} }(B)=\mathrm {I_{B,S}} \cdot {\vec {\Omega }}_{\mathrm {S/R} }}

## Relation avec le torseur dynamique
Le moment dynamique peut se déduire du moment cinétique par 
{\displaystyle {\vec {\delta }}_{\mathrm {S/R} }(\mathrm {A} )={\frac {\mathrm {d} }{\mathrm {d} t}}{\vec {\sigma }}_{\mathrm {S/R} }(\mathrm {A} )+m\cdot {\vec {\mathrm {V} }}_{\mathrm {S/R} }(\mathrm {A} )\wedge {\vec {\mathrm {V} }}_{\mathrm {S/R} }(\mathrm {G} )}
Cette relation se simplifie lorsque le vecteur vitesse du points A est colinéaire à celle de G — a fortiori lorsque A = G — ou lorsque A est un point fixe dans R :
{\displaystyle {\vec {\delta }}_{\mathrm {S/R} }(\mathrm {A} )={\frac {\mathrm {d} }{\mathrm {d} t}}{\vec {\sigma }}_{\mathrm {S/R} }(\mathrm {A} ))}
{\displaystyle {\displaystyle {\vec {\delta }}_{\mathrm {S/R} }={\frac {\mathrm {d} }{\mathrm {d} t}}{\vec {\sigma }}_{\mathrm {S/R} }}}

## Énergie cinétique
Grâce aux notations torsorielles, on peut calculer l'énergie cinétique d'un solide. Cette dernière est égale à la moitié du comoment du torseur cinétique par le torseur cinématique.
{\displaystyle \mathrm {E} _{cS/R}={\frac {1}{2}}{\mathcal {C}}(\mathrm {S/R} )\odot {\mathcal {V}}(\mathrm {S/R} )={\frac {1}{2}}{\vec {\sigma }}_{\mathrm {S/R} }\odot {\vec {V}}_{\mathrm {S/R} }}
L'énergie cinétique est exprimée en joules [J].